# Liste des souverains de la Frise
 (avril 2022).
La mise en forme du texte ne suit pas les recommandations de Wikipédia : il faut le « wikifier ».
Les points d'amélioration suivants sont les cas les plus fréquents. Le détail des points à revoir est peut-être précisé sur la page de discussion.
- Les titres sont pré-formatés par le logiciel. Ils ne sont ni en capitales, ni en gras.
- Le texte ne doit pas être écrit en capitales (les noms de famille non plus), ni en gras, ni en italique, ni en « petit »…
- Le gras n'est utilisé que pour surligner le titre de l'article dans l'introduction, une seule fois.
- L'italique est rarement utilisé : mots en langue étrangère, titres d'œuvres, noms de bateaux, etc.
- Les citations ne sont pas en italique mais en corps de texte normal. Elles sont entourées par des guillemets français : « et ».
- Les listes à puces sont à éviter, des paragraphes rédigés étant largement préférés. Les tableaux sont à réserver à la présentation de données structurées (résultats, etc.).
- Les appels de note de bas de page (petits chiffres en exposant, introduits par l'outil «  Source ») sont à placer entre la fin de phrase et le point final[comme ça].
- Les liens internes (vers d'autres articles de Wikipédia) sont à choisir avec parcimonie. Créez des liens vers des articles approfondissant le sujet. Les termes génériques sans rapport avec le sujet sont à éviter, ainsi que les répétitions de liens vers un même terme.
- Les liens externes sont à placer uniquement dans une section « Liens externes », à la fin de l'article. Ces liens sont à choisir avec parcimonie suivant les règles définies. Si un lien sert de source à l'article, son insertion dans le texte est à faire par les notes de bas de page.
- La présentation des références doit suivre les conventions bibliographiques. Il est recommandé d'utiliser les modèles {{Ouvrage}}, {{Chapitre}}, {{Article}}, {{Lien web}} et/ou {{Bibliographie}}. Le mode d'édition visuel peut mettre en forme automatiquement les références.
- Insérer une infobox (cadre d'informations à droite) n'est pas obligatoire pour parachever la mise en page.

Pour une aide détaillée, merci de consulter Aide:Wikification.
Si vous pensez que ces points ont été résolus, vous pouvez retirer ce bandeau et améliorer la mise en forme d'un autre article.
 (avril 2022).

La Magna Frisia à l'époque du duc Radbod Ier.

La liste des souverains de la Frise énumère les personnalités qui ont détenu un pouvoir souverain de droit ou de fait sur la Frise, ainsi que, le cas échéant, les représentants d'un pouvoir souverain supérieur, du VIIe siècle au XVIIIe siècle.  
Une seconde liste présente sur cette page est celle des souverains légendaires créés a posteriori (du Moyen Âge au XIXe siècle) par une abondante littérature sur les origines du peuple frison.

## Histoire de la Frise
Jusqu'au VIIIe siècle, la Frise est indépendante, puis elle est conquise par les Francs à l'époque carolingienne et placée sous le gouvernement de fonctionnaires francs (comtes, ducs). 
Le traité de Verdun de 843 place la Frise dans la Francie médiane (puis Lotharingie) ou dans la Francie orientale ; elle relève donc du Saint-Empire romain germanique à partir de la fin du Xe siècle. Commence alors la période dite de la liberté frisonne et des podestats élus, marquée par l'absence de pouvoir féodal et de représentants du pouvoir impérial, ainsi que par des conflits entre les Frisons et les principautés voisines. 
En 1498, l'empereur Maximilien d'Autriche rétablit un gouverneur, origine d'un long conflit, qui aboutit en 1515 à l'entrée de la Frise dans les Pays-Bas bourguignons, possession féodale du nouveau souverain des Pays-Bas, Charles de Habsbourg (qui devient aussi roi d'Espagne en 1516 et est élu empereur en 1520) : la Frise est comme les autres provinces dotée d'un stathouder. 
Sous le règne de son fils Philippe II (aussi roi d'Espagne, mais pas empereur), les Pays-Bas se soulèvent en 1566-1568 et la guerre qui s'ensuit aboutit à la sécession des Provinces-Unies (1579-1581), qui forment ensuite la république des Sept Provinces-Unies des Pays-Bas, dont fait partie la Frise.

## Souverains historiques
Les souverains des VIIe et VIIIe siècles sont connus par des chroniques franques de l' époque mérovingienne. Dans ces chroniques, ils sont qualifiés comme dux, mot latin signifiant « chef » à l'origine du titre de « duc » et de ses dérivés dans d'autres langues (duke, duce, doge, duque, etc.). 
Le premier de ces souverains historiques, Finn fils de Folcwald, est une figure encore semi-légendaire. Les Frisons ont ajouté ultérieurement une liste de dirigeants antérieurs à Finn (voir la section « souverains fictifs »).

### Ducs indépendants
- Finn Folcwalding, fils de Folcwald
- Audulf Ier, vers 600
- Aldgisl Ier, ?-680
- Radbod Ier (Redbad I), 680-719, père de Theudesinde, épouse du pépinide Grimoald II
- Poppo Ier, 719-734

### Période carolingienne
En 775, le  roi des Francs Charlemagne prend le contrôle de l'ensemble du territoire frison et l'incorpore dans son royaume. 

#### Comtes (vers 800-820)
- ?-810 : Nordalah
- 810-ap. 820 : Theodoric ou Dirk

#### Comtes de Kennemerland/Frise occidentale
- av. 833-855 : Gérulf Ier, comte en 839 dans le pagus Westrachi à l'est du Vlie.
- en 858 et en 870 : Ratbod
- 882-885 : Godfred, chef viking danois, est fait comte de Kennemerland par Charles III le Gros (voir "Ducs de Frise")
- 885-avant 916 : Gérulf II, fils de Gerulf Ier, comte de Kennemerland à la suite de la mort de Godfred
- avant 916-959 : Thierry Ier (ou Dirk Ier), fils de Gérulf II, comte de Frise Occidentale, mort après 939.
- 959-988 : Thierry II de Frise occidentale, petit-fils de Thierry Ier
- 988-993 : Arnould de Frise occidentale, fils de Thierry II, tué par des sujets révoltés.

#### Comtes de Lek et d'Issel
- en 914 et en 928 : Waltger, fils de Gerulf II
- en 944 : Ratbod, fils de Waltger

#### Les podestats de l'époque carolingienne (vers 810-910)
La plupart des premiers podestats sont légendaires, le privilège de Charlemagne (en), n'est lui-même attesté qu'au XIIIe siècle.
- vers 809 : Magnus Forteman (en), selon la tradition, il est le premier bénéficiaire du privilège de Charlemagne
- vers 830 : Taco Ludigman (en) ou Focko Ludigman, qui protégea la région contre les pirates.
- vers 830 : Adelbrik Adelen (en), qui remporta une victoire contre un duc suédois à Kollum.
- 869-876 : Hessel Hermana (en), qui vainquit le chef viking Rodulf Haraldsson (en) qui avait envahi l'Ostergo.
- 876-910 : Igo Galema (en) ou Ygo Galema.

#### Ducs de Frise (882-938)
- 882-885 : Godfred, chef viking danois, devient vassal en 882 de l'empereur Charles III le Gros, qui lui concède le titre de comte de Kennemerland et le gouvernement de la Frise occidentale[2] ; il meurt assassiné en 885.
- 885-898 : Eberhard de Hamaland, fils d'Eberhard Saxo[3], comte de Hamaland, duc de Frise[4].
- 898-938 : Meginhard IV de Hamaland, frère d'Eberhard, comte de Hamaland, duc de Frise[4].

### Période du Saint-Empire
- 986-1000 : Gosse Ludigman (en) (podestat).

#### Margraves (1038-1101)
- -1038 : Liudolf de Brunswick,
- 1038-1057 : Brunon II (en) son fils,
- 1057-1068 : Egbert Ier son frère,
- 1068-1088 : Egbert II, fils d'Egbert Ier,
- 1088/1099-1101 : Henri le Gras, son beau-frère, tué par des sujets révoltés, ce qui marque le début de la période de la liberté frisonne

#### Podestats (1150-1498)
- 1150-1167 : Saco Reinalda (en). Pendant son gouvernement, de nombreux frisons s'engagèrent dans les croisades en Terre sainte
- 1237-1260 : Sicko Sjaerdema (en), le comte Guillaume II de Hollande lui proposa le gouvernement héréditaire de la Frise.
- 1300-1306 : Reinier Camminga (en), tué dans une bataille contre le roi Éric VI de Danemark.
- 1306-1313 : Hessel Martena (en), qui protégea la Frise contre les attaques des comtes de Hollande.
- ?-1396 : Juw Juwinga (en) ou Jonghema Ju, tué en 1396 lors de la bataille de Schoterzijl (nl)[5] contre Albert Ier, duc de Bavière, comte de Hollande et de Zélande.
- 1397-? : Sytse Dekama (en).
- : Gale Hania (en).
- ?-1399 : Odo Botnia (en).
- 1399-1410 : Sjoerd Wiarda (en), élu par les Schieringers (en) pour l'Ostergo.
- 1399-1404 : Haring Haringsma (en), Haring Harinxma ou Haring Thoe Heeg, élu par les Schieringers pour le Westergo/
- 1404-1494 : ?
- 1494-1498 : Juw Dekama (en), mort en 1523, ne gouverna que l'Ostergo

À partir de 1464, il existe aussi une lignée particulière de souverains de Frise orientale.

#### Gouverneurs saxons (1498-1515)
Après la victoire des Schieringers sur les Vetkopers, la charge de podestat est confiée aux ducs de Saxe par l'empereur Maximilien Ier :
- 1498-1500 : Albert III, duc de Saxe
- 1500-1505 : Henri IV (mort en 1541), duc de Saxe, fils du précédent, renonce en 1505 en faveur de son frère Georges.
- 1505-1515 : Georges (mort en 1539), duc de Saxe. En 1515, il vend la Frise à l'empereur Charles Quint.

### Période des Pays-Bas
Le souverain des Dix-Sept Provinces, qui est à la fois duc de Brabant, comte de Flandre, comte de Hollande, (...), seigneur de Frise, nomme à la tête de chaque fief un « lieutenant » ou stathouder (en néerlandais stadhouder).

#### Sous les Habsbourg (1515-1580)
Charles de Habsbourg (Charles Quint à partir de 1520)
- 1515-1518 : Florent d'Egmont, comte de Buren et de Leerdam.
- 1518-1521 : Wilhelm von Roggendorf.
- 1521-1540 : Georges Schenck de Toutenbourg.
  - 1522 : Jancko Douwama (en), tente de soustraire la Frise de la suzeraineté de Charles Quint.
- 1540-1548 : Maximilien d'Egmont, comte de Buren, fils de Florent d'Egmont
- 1549-1555 : Jean de Ligne, comte d'Arenberg.

Philippe II
- 1555-1568 : Jean de Ligne, comte d'Arenberg.
- 1568-1572 : Charles de Brimeu, comte de Megen.
- 1572-1574 : Gilles de Berlaymont baron de Hierges.
- 1574-1576 : Caspar de Robles, seigneur de Billy.
- 1576-1580 : George de Lalaing, comte de Rennenberg

#### Dans les Provinces-Unies
En 1579, les provinces et villes soulevées forment l'union d'Utrecht, face à l'union d'Arras loyaliste. En 1581, les Etats généraux de l'union d'Utrecht prononcent la déchéance de Philippe II de ses droits sur les Pays-Bas. Après la reprise du comté de Flandre et du duché de Brabant par l'armée de Philippe II, notamment d'Anvers (1585), les provinces sécessionistes se trouvent au nombre de sept, qui forment la république des Provinces-Unies, reconnue par le roi d'Espagne en 1648 (traité de Münster).
Pendant une quinzaine d'années, il y a deux stathouders (un pour Philippe II, l'autre pour les Etats généraux). La charge de stathouder devient héréditaire au sein de la maison d'Orange-Nassau :
| - 1580-1584 : Guillaume Ier d'Orange-Nassau, gendre de Maximilien d'Egmont. - 1584-1620 : Guillaume-Louis de Nassau-Dillenbourg, neveu et gendre du précédent. |  | - 1580-1581 : George de Lalaing, reste fidèle à Philippe II, roi d'Espagne - 1581-1594 : Francisco Verdugo |

- 1620-1632 : Ernest-Casimir de Nassau-Dietz, frère du précédent.
- 1632-1640 : Henri-Casimir Ier de Nassau-Diez, fils du précédent.
- 1640-1664 : Guillaume-Frédéric de Nassau-Dietz, frère du précédent.
- 1664-1696 : Henri-Casimir II de Nassau-Dietz, fils du précédent.
- 1696-1711 : Jean-Guillaume-Friso d'Orange-Nassau, fils du précédent.
- 1711-1751 : Guillaume IV d'Orange-Nassau, fils du précédent (les sept postes de stathouders de chaque province sont réunis en un seul en 1747)
- 1751-1795 : Guillaume V d'Orange-Nassau, fils du précédent (mort en 1806).

## Souverains fictifs
Selon un cours de l'université d'Amsterdam : « Une des caractéristiques de l'historiographie et de la littérature frisonne du Moyen Âge au cours des XIXe et XXe siècles est l'existence d'un corpus complets d'œuvres historiques fantastiques, apocryphes et falsifiées, qui traitent des origines et de l'identifé des Frisons. Des exemples bien connus sont des mythes d'origine médiévale comme la Gesta Frisiorum ou le Tractatus Alvini, livres d'humanistes savants du XVIe siècle Petrus Suffridus, Ocko van Scarl ou Martinus Hamconius et des faux du XIXe siècle comme le Tescklaow ou l'infâme Livre d'Oera Linda ».
Au XVIIe siècle, la chronique Frisia seu de viris rebusque illustribus, par Martinus Hamconius, est censée donner la liste des anciens rois de la Frise, commençant par Friso qui serait venu de l'Inde à l'époque d'Alexandre le Grand. Au XIXe siècle, la Chronique d'Ura-Linda, un faux, bien que l'auteur ne soit pas certain, embellit l'histoire frisonne en proposant un récit ancien et glorieux des Frisons, qui durent pendant des milliers d'années, durant lesquelles ils auraient été gouvernés par une lignée de matriarches, fondée par la déesse éponyme Frya (en), ancêtre des Frisons.

### Déesses-mères et matriarches
selon la Chronique d'Ura-Linda.
- Frijjo (en), ?-2194 av J.-C. (nom éponyme des ancêtres des Frisiens, supposés avoir vécu dans le Nord et l'Est de l'Europe)
- Fasta (en), 2194- 2145 av J.-C. (désigné par le précédent avant une terrible inondation)
- Medea
- Thiania
- Hellenia
- (inconnu)
- Minna, 2013 av J-C (qui a subi une invasion des finnois)
- (inconnu)
- Rosamond, 1631-? av J-C (les Frisiens se sont révoltés et sont devenus des Celtes)
- Hellicht, 1621 av J-C
- (inconnu)
- Frana, ?-590 av J-C (tué par des finnois lors d'une invasion)
- Adela, 590-559 av J-C (supposé avoir commandé le livre connu sous le nom de Oera Linda)
- (longue période inconnue)
- Gosa, 306-264 av J-C (élu après longue période d'absence, les Frisiens ont continué jusqu'aux Pays-Bas actuels)
- (inconnu)
- Prontlik, 60 av J-C (puppet folk-mother appointed by King Asinga Ascon)

### Rois
Selon Frisia seu de viris rebusque illustribus
- Friso (en) 315-345 av. J.-C.
- Adel, 245-151 av. J.-C.(Adel II Atharik, 264-? av. J.-C.)
- Ubbo, 151-71 av. J.-C.(Adel III Ubbo)
- Asinga Ascon, 71av. J.-C.- 11 (Adel IV Asega Askar)
- Diocarus Segon, 11-46
- Dibbaldus Segon, 46-85 (? Verritus) (a accepté la domination romaine)
- Tabbo, 85-130 (? Malorix)

### Ducs
Selon Frisia seu de viris rebusque illustribus.
- Asconius, 130-173 (titre réduit à duc par le romains)
- Adelboldus (en), 173-187
- Titus Boiocalus, 187-240
- Ubbo, 240-299
- Haron Ubbo, 299-335
- Odilbaldus, 335-360
- Udolphus Haron, 360-392